# Радевце (Лебане)
Радевце (серб. Радевце) — населённый пункт в общине Лебане Ябланичского округа Сербии.

## Население
Согласно переписи населения 2002 года, в селе проживало 94 человека (93 серба и 1 лицо неизвестной национальности).
| Численность населения | Численность населения | Численность населения | Численность населения | Численность населения | Численность населения | Численность населения | Численность населения |
| 1948                  | 1953                  | 1961                  | 1971                  | 1981                  | 1991                  | 2002                  | 2011                  |
| --------------------- | --------------------- | --------------------- | --------------------- | --------------------- | --------------------- | --------------------- | --------------------- |
| 585                   | 668                   | 617                   | 450                   | 309                   | 160                   | 94                    | 39                    |

## Религия
Согласно церковно-административному делению Сербской православной церкви, село относится ко Второму лебанскому приходу Ябланичского архиерейского наместничества Нишской епархии. В селе расположен храм Святого Великомученика Прокопия, построенный в 1919 году.